# Gaucho
VLEGA Gaucho (сокращение от исп. Vehiculo Ligero de Empleos Generales Aerotransportable — «многоцелевое лёгкое аэротранспортабельное транспортное средство», исп. gáucho, порт. gaúcho — «гаучо») — лёгкий армейский вездеход, совместная разработка Аргентины и Бразилии. Автомобиль обладает высокой проходимостью, пригоден к транспортировке по воздуху и десантированию. Планируется выпуск нескольких вариантов: патрульной, разведывательной, десантно-штурмовой, командно-штабной, транспортной и санитарной.

## История

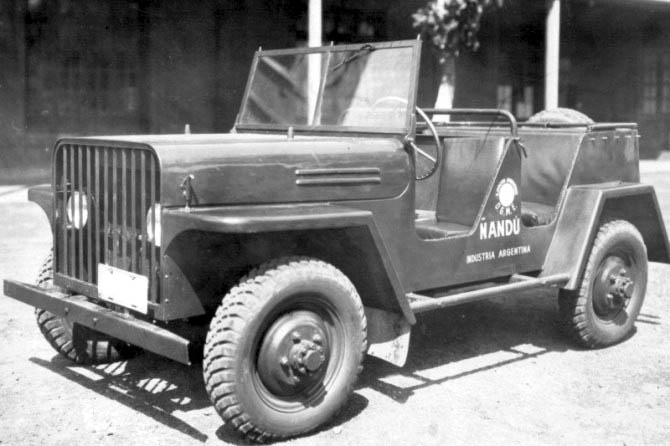
Ñandú

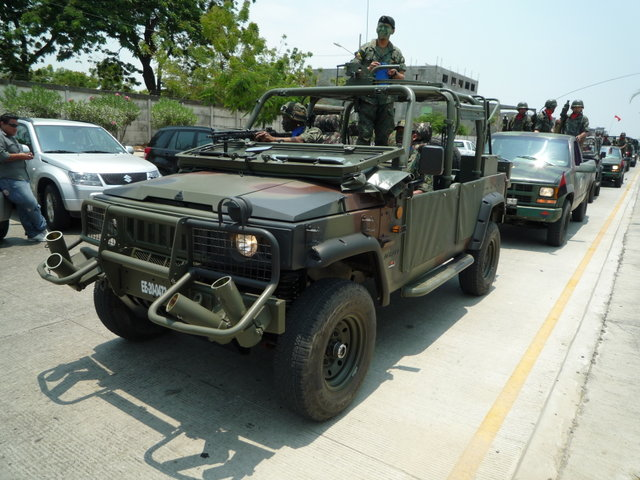
Marruá

В годы Второй мировой войны в Аргентине разрабатывался лёгкий вездеход «Ньянду́». После производства четырёх прототипов проект был закрыт. В Бразилии в начале 2000-х фирмой Agrale был разработан лёгкий автомобиль повышенной проходимости «Марруа́», что не помешало сотрудничеству с Аргентиной согласно Договору о научно-техническом сотрудничестве между странами, подписанному 17 мая 1980 года.
В апреле 2004, в Рио-де-Жанейро, представителями аргентинской и бразильской армий были определены характеристики для будущего лёгкого бронеавтомобиля. Предполагалось транспортировка одним военно-транспортным самолётом типа C-130 Hercules шести единиц данного автомобиля. В Бразилии над проектом работал Технологический центр армии (порт. Centro Tecnológico do Exército — CTEx), в Аргентине — Управление разработки и производства вооружений сухопутных войск (исп. Dirección de Investigación Desarrollo y Producción de Ejercito — DIDEP). Первые испытания опытных образцов проходили летом 2007 года, в том числе в суровых условиях Анд. В разработке участвуют аргентинские INVAP (установка на разведывательную версию радара Rasit) и INTI (Национальный институт промышленных технологий). На крыше кабины автомобиля возможна установка пулемёта калибра 7,62- или 12,7-мм. В соответствии с подписанным соглашением VLEGA «Гаучо» будет производиться на территории Аргентины.
В серию автомобиль был запущен в мае 2006 на мощностях Арсенала № 601 в Булонь-сюр-Мер (Аргентина), производственный потенциал которой достигает 100—120 единиц в год. Предполагается поставка вооружённым силам Аргентины и Бразилии 1200 автомобилей.

## Операторы
- Сухопутные войска Аргентины
  - 11-я механизированная бригада[3][4]
- Сухопутные войска Бразилии